# Sublime (banda)
Sublime é uma banda estadunidense de ska punk e reggae formada em 1988 em Long Beach, Califórnia por Bradley Nowell (vocais e guitarra), Bud Gaugh (bateria e percussão), Eric Wilson (baixo) e Lou Dog, um dálmata que não era simplesmente um mascote, ele era praticamente um membro da banda sendo inclusive um dos maiores símbolos do Sublime. Com a morte de Bradley em 1996 devido a uma overdose de heroína, os integrantes restantes resolveram encerrar imediatamente as atividades do grupo. Em 1997, músicas póstumas como "What I Got", "Santeria", "Wrong Way" e "Doin' Time" explodiram nas rádios americanas. 
Em seus 8 anos de história, o Sublime lançou 3 albums de estúdio. Apesar dos dois primeiros - 40oz. to Freedom (1992) e Robbin' the Hood (1994) - terem sido bem sucedidos na Califórnia, o Sublime só alcançou um grande sucesso comercial em 1996, com seu terceiro álbum, o auto-intitulado Sublime, que foi lançado cerca de dois meses após a morte de Bradley. Até o ano de 2009, a banda registrava a marca de 17 milhões de álbuns vendidos, com dois (40oz. to Freedom e Sublime) sendo certificados como platinum.
Em 2009, os membros remanescentes decidiram se reunir com um novo vocalista e guitarrista, Rome Ramirez. No entanto, poucas semanas depois de se apresentarem em um festival organizado pelo Cypress Hill, um juiz de Los Angeles proibiu o trio de utilizar o nome Sublime. Em janeiro de 2010, após entrarem em acordo com os familiares de Bradley, o processo foi arquivado e o grupo atualmente atende pelo nome Sublime with Rome.
Em 2023, Eric Wilson, Bud Gaugh e Jakob Nowell, filho de Bradley, realizam um show beneficente como Sublime, com Jakob assumindo o lugar de seu pai como vocalista e guitarrista. A banda Sublime With Rome é desfeita, com Rome Ramirez focando em sua carreira solo. Em maio de 2024, o Sublime, com a formação Wilson, Gaugh e Nowell, lança o single "Fell Like That", em colaboração com a banda Stick Figure.

## Discografia

### Estúdio
- 40 Oz. To Freedom (1992) #140 (na Billboard 200)
- Robbin' The Hood (1994)
- Sublime (1996) #13

### Ao vivo e coletâneas
- Second-hand Smoke (álbuns de remixagens) (1997) #28
- Stand by Your Van (ao vivo) (1998) #49
- Sublime Acoustic: Bradley Nowell & Friends (acústico) (1998) #107
- Greatest Hits (1999) #114
- 20th Century Masters: Millennium Collection (2002) #190
- Look at All the Love We Found (tributo) (2005)
- Gold (2005)
- Forever Free (tributo) (2006)
- Everything Under the Sun (coletânea) (2006)
- The Best of Sublime (coletânea) (2008)
- 3 Rings Circus - The Bootleg Series: Live At The Palace (2013)